# La Cruz de Malta
La Cruz de Malta o La Gran Cruz de Malta (y más tarde Café de La Cruz de Malta o Café de Malta) fue una fonda madrileña de la segunda mitad del siglo XVIII que luego se convirtió en café concierto y en café de tertulia, antes de desaparecer hacia el final de la década de 1830. Llamada así en su origen hostelero, quizá por ser la cruz de Malta símbolo y emblema de los Hospitalarios. Estuvo instalada en una casa de la calle del Caballero de Gracia, aunque algunos viajeros extranjeros del XVIII como el inglés Richard Twiss la sitúan por error en la calle Alcalá.

## Historia
En 1787 era calificada por algunos de sus visitantes como la mejor fonda de la ciudad; a pesar de que cinco años antes, en 1782, Daniel G. Moldenhawer había dejado escrito que "el tufo que manaba de los aseos y llegaba a mi habitación era lo más repugnante que jamás había olido...".
En el importante capítulo del yantar, ilustres viajeros literarios que visitaron La Cruz de Malta mencionan que en ella se servían comidas "no españolas" en las habitaciones. En otras ocasiones los visitantes se compraban los alimentos que eran cocinados para ellos después.
En 1808 su dueño era Carlos José Lorenzini, que sería sustituido hacia 1814 por Vicente Gallego, al que se supone responsable de convertir la fonda dieciochesca en un café cantante decimonónico, el Café Gran Cruz de Malta.
Anota el flamencólogo José Blas Vega, que fue en este café donde se celebró la primera actuación musical de que se tiene noticia en la historia de los cafés madrileños, por lo referido y anunciado en Paseo por Madrid o Guía del forastero en la Corte. Dato que confirma Mesonero Romanos en sus Memorias de un setentón, donde el ilustre cronista confirma que dicho establecimiento "conservó su primitivo carácter de café cantante". También informa Mesonero del encendido ambiente político que durante el Trienio Liberal se vivió en La Cruz de Malta, y en otros primitivos cafés madrileños como el café Lorencini o La Fontana de Oro, donde en los últimos años del reinado del Rey Felón, los liberales escribieron singulares páginas de su historia. Páginas reales que pocos años después convirtió en fantasía histórica Benito Pérez Galdós en su primera novela publicada, titulada precisamente La Fontana de Oro.
El Diario de Avisos madrileño, en su edición del jueves 28 de enero de 1830, informa de que todas las tardes de 4 a 8, sigue abierto en la Fonda de la Cruz de Malta el cosmorama.
Una de las últimas menciones que se conservan del Café de Malta como establecimiento o salón de espectáculos varios, es el anuncio recogido por el Diario de Avisos el 18 de mayo de 1833, del inicio de funciones de "La niña invisible" en el salón de la Cruz de Malta. Al parecer, el local dejó de funcionar poco después. Así se deduce del hecho de que Mesonero Romanos no lo cite ni incluya en su artículo de costumbres A Prima Noche, publicado en 1835. Es de suponer que el edificio fue derribado para la construcción de la nueva Gran Vía.

## Viajeros europeos
Siguiendo una cronología aproximada y en virtud de los datos recogidos en sus libros de viajes por España, cabe mencionar a algunos de los visitantes extranjeros, más o menos ilustres, que hicieron uso o mención de la fonda La Cruz de Malta desde la segunda mitad del siglo XIX hasta el segundo cuarto del siglo XIX:
- Richard Twiss, joven viajero inglés llegado a Madrid el 16 de marzo de 1773 y hospedado en esta fonda, cuyo propietario —según él— era italiano; Twiss, acostumbrado a las posadas de su país, describió La Cruz de Malta como un excelente establecimiento.[9][10]

- Daniel Gotthilf Moldenhawer, huésped alemán al servicio de Dinamarca, encontró La Cruz de Malta, en noviembre de 1782, sucia y repugnante, con inodoros sin tapa en "un pasillo estrecho donde cada uno escogía su sitio lo más cerca posible a la puerta...".[11]

- William Beckford, en diciembre de 1784 alquiló durante un mes una estancia en esta posada que evaluó amueblada sin estilo pero con una bella panorámica de "magníficos palacios y conventos".[12]

- Joseph Townsend anota en 1786 que, aunque el hospedaje es bueno, la fonda no dispone de «table d'hôte» y cada huésped almuerza en su propio aposento.[13]

- Friedrich Gotthelf Baumgärtner, viajero sajón que visitó la fonda con apenas 19 años, a comienzos de 1787, dando detalles de todo tipo, desde los empleados que hablan italiano hasta las habitaciones sin chimenea y con ventanas sin cristales. También le impresionaron las vistas desde su balcón a la 'calle de Alcalá' (sic).[2][14]

- Christian August Fischer, que estuvo en La Cruz de Malta en 1797, también la sitúa en la calle de Alcalá y da el dato de que "su restaurante es el más grande en Madrid..." y el único con "comida no española".[3][15]

- En 1799, Wilhelm von Humboldt, hermano del viajero de viajeros Alexander von Humboldt, especificaba que, aunque la fonda La Osa Aragonesa era la "mejor y más barata" de Madrid, la de La Cruz de Malta, situada justo enfrente, era "la más atractiva". Y esclarece algunas posibles confusiones en la información guardada de los viajeros del siglo XVIII, al comentar, a renglón seguido, que a pesar de lo dicho él se hospedó en la Fonda de la Calle de Alcalá, que evaluó como "cara y no buena".[16]

- Alexandre de Laborde, joven hijo de un banquero francés de origen español, llegado a Madrid en 1801 como adjunto al embajador de Francia, y autor del primer estudio de la hostelería disponible en esta capital. Laborde, tras dividir los establecimientos en fondas, mesones y casas de posada, y visitar las tres fondas elegantes de que disponía Madrid en aquel momento, la Fontana de Oro, la de San Sebastián y La Cruz de Malta, llegó a la conclusión de que esta última era "la menos mala".[17][18]

- Edward Blaquiere, que vivió en Madrid durante cinco meses en 1820, dejó noticia de la presencia de "los hombres más elocuentes de España" en las tribunas de oradores de La Cruz de Malta y La Fontana de Oro.[19]

- Una de las últimas citas literarias de La Cruz de Malta, la hizo Alexander S. Mackenzie, ex-marino, viajero e hispanista estadounidense, que estudió la vida cotidiana de Madrid durante tres de los siete meses que permaneció en España en 1827, y que recogió luego en su libro A year in Spain by a young american,[20] libro que fue prohibido en España por calumnias al rey Felón.[21]

## Sociedades
- Sociedad Landaburiana, sociedad patriótica en homenaje a Mamerto Landáburu, oficial de la Guardia Real, asesinado en la tarde del 30 de junio de 1822.[22][23]